# Villa Schnetzer

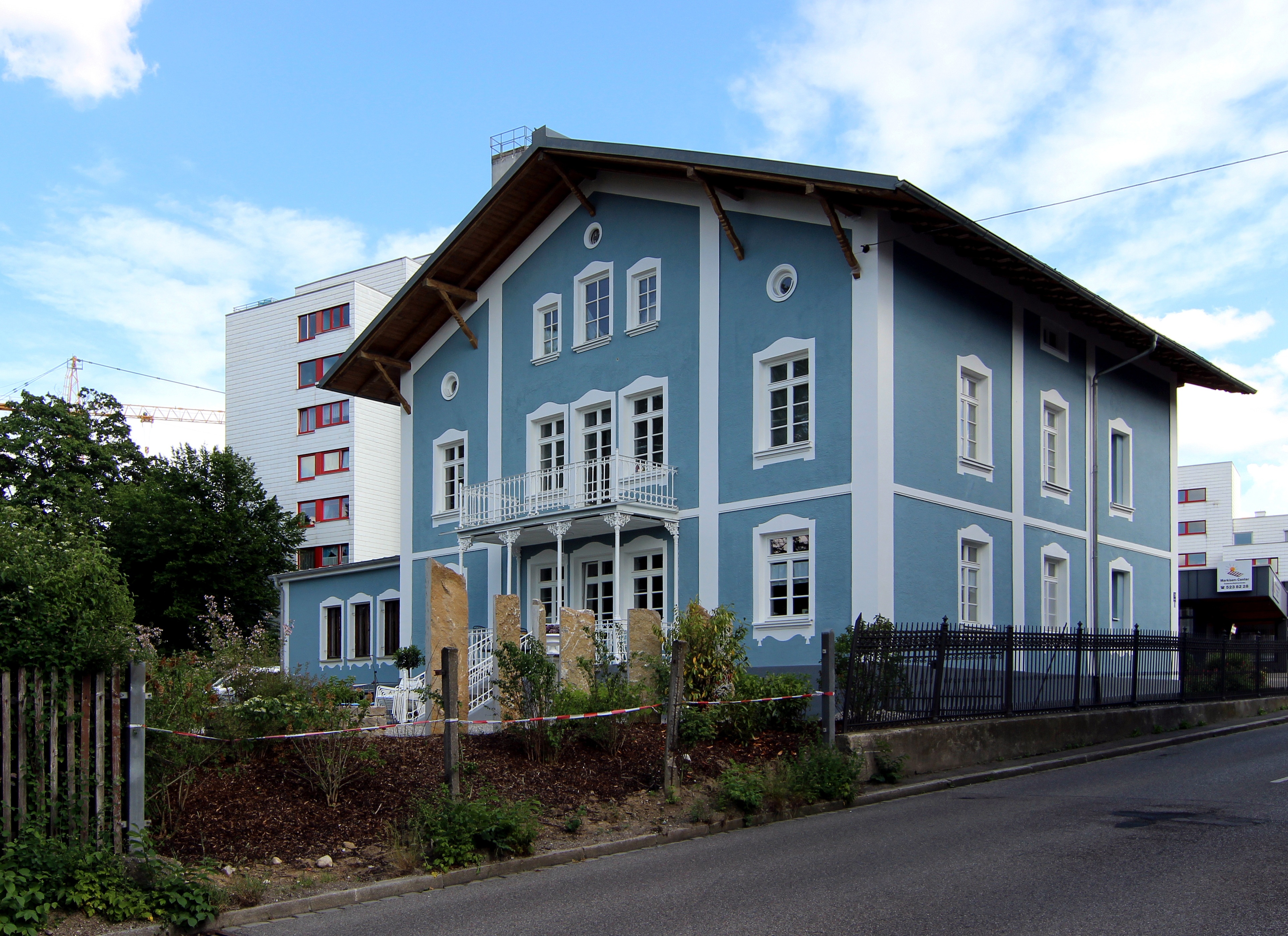
Villa Schnetzer in Kempten, Immenstädter Straße, erbaut 1860 (Zustand 2012)

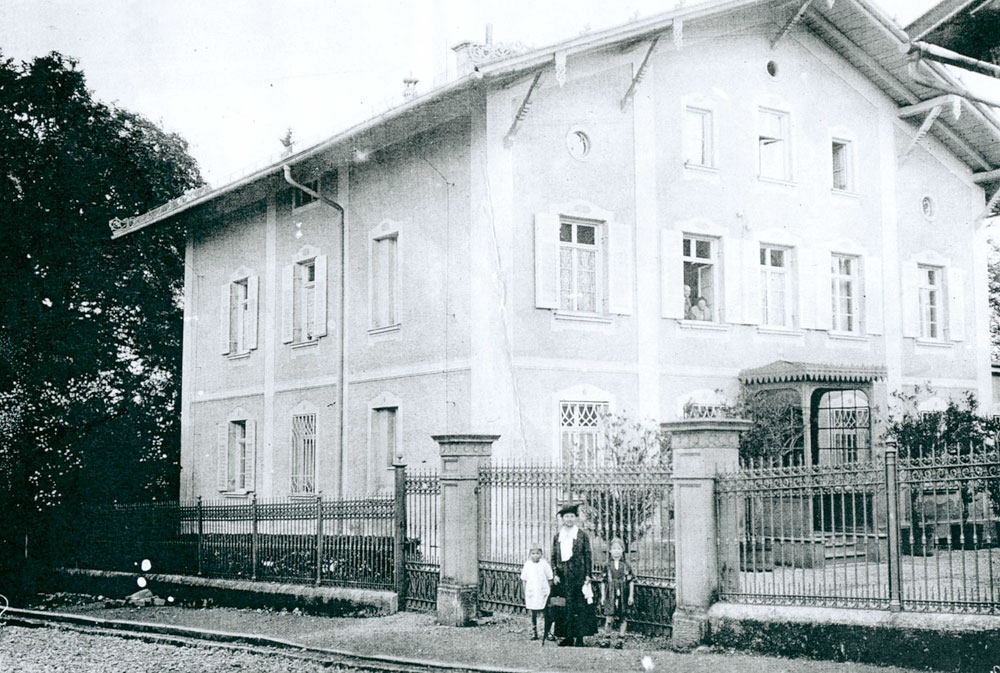
Villa Schnetzer um 1890 mit schmiedeeisernem Zaun (Einfriedung) an der heutigen Immenstädter Straße in Kempten

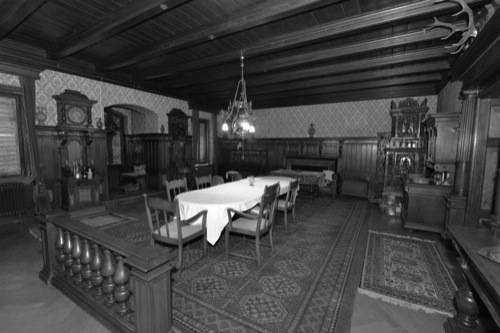
Zimmer von Anton Pössenbacher, 1882

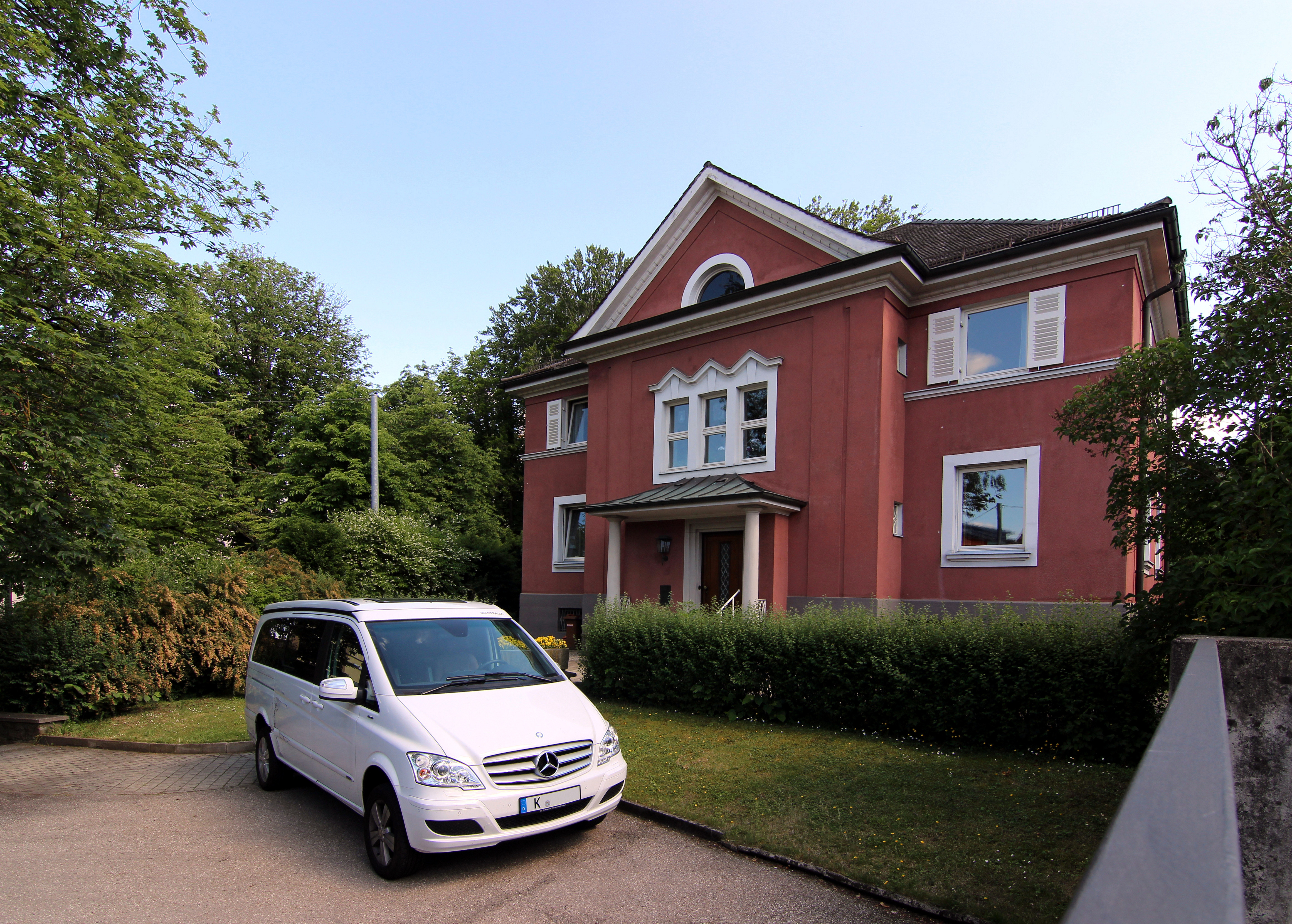
Villa Schnetzer in Kempten, Mozartstraße, erbaut 1924

Den Namen Villa Schnetzer tragen zwei denkmalgeschützte Vorstadtvillen in Kempten im Allgäu. Die beiden Villen befinden sich in einem eingefriedeten Gelände, welches sich im Innenwinkel der hinaufführenden Immenstädter Straße und Mozartstraße befindet.

## Beschreibung und Geschichte
Die erst erbaute Villa befindet sich im höchsten und südlichsten Punkt des Geländes und trägt die Adresse Immenstädter Straße 9. Die ehemalige Direktorenvilla wurde 1860 von Wilhelm Schnetzer erbaut, der auf dem südlich angrenzenden Grundstück die Käsefabrik Schnetzer betrieb, die heute nicht mehr existiert. Die Villa ist ein zweigeschossiger Satteldachbau mit einem hohen Kniestock, einer Loggia und einem Portalvorbau. Östlich schließt ein erdgeschossiger Anbau aus der zweiten Hälfte des 19. Jahrhunderts an. In dem Anbau befindet sich ein denkmalgeschütztes Zimmer, welches im Jahr 1882 vom Münchner Hofschreiner und Hofmöbelfabrikant Anton Pössenbacher angefertigt wurde.
Hierzu gehört ein Gartenpavillon.
Im Februar 2016 wurde in der Villa ein Café eröffnet, welches sich im Erdgeschoss in den original erhaltenen Räumen und in einem Teil des Gartens befindet. Auch das Pariser Zimmer von Anton Pössenbacher von 1882 ist für die Öffentlichkeit zu besichtigen.
Die zweite Villa mit der Anschrift Mozartstraße 11 befindet sich am niedrigsten Punkt des kleinen Parks und ist im Jahr 1924 erbaut worden. Der kubische zweigeschossige Walmdachbau mit einem Mittelrisaliten und einer Loggia in leicht historisierenden Formen wurde im Jahr 1924 von Ambros Madlener erbaut.
Das ganze Areal wird durch eine Einfriedung mit schmiedeeisernem Zaun umschlossen.